# Harry Williams (compositore)
Harry Williams, nato Harry Hiram Williams (Faribault, 23 agosto 1879 – Oakland, 15 maggio 1922), è stato un compositore, regista e attore statunitense.

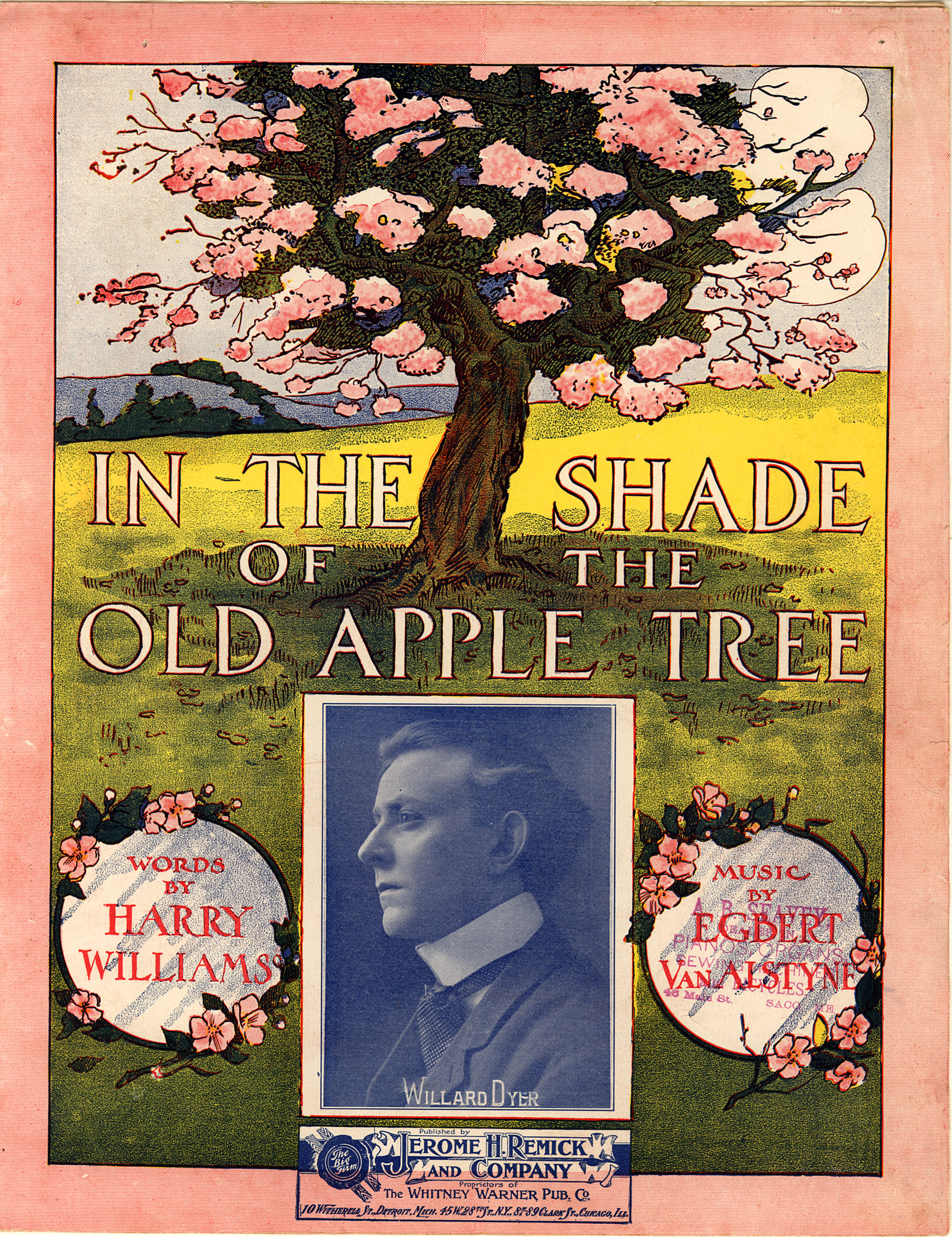

Una delle sue prime canzoni, scritta nel 1905 con Egbert Van Alstyne, fu la famosa In the Shade of the Old Apple Tree.
A Hollywood, Williams girò oltre venti film come regista e collaborò spesso con Mack Sennett alla Keystone.

## Filmografia

### Colonna sonora
- Sempre nel mio cuore (Ever in My Heart), regia di Archie L. Mayo (1933)
- La collina della felicità (I'd Climb the Highest Mountain), regia di Henry King (1951)

### Regista
- The Great Vacuum Robbery, co-regia di Clarence G. Badger (1915)
- Bucking Society, co-regia di William Campbell (1916)
- His First False Step, co-regia di William Campbell (1916)
- A Noble Fraud (1917)
- Dodging His Doom, co-regia di William Campbell (1916)
- Pinched in the Finish, co-regia di Victor Heerman e Walter Wright (1917)
- Secrets of a Beauty Parlor (1917)
- A Maiden's Trust, co-regia di Victor Heerman - cortometraggio (1917)
- His Bitter Fate (1917)
- An Innocent Villain (1917)
- Their Domestic Deception
- His Baby Doll
- The Late Lamented (1917)
- His Hidden Shame
- Wild Wild Women
- Some Champs
- All Balled Up
- Hired and Fired (1920)
- Her Dog-Gone Wedding
- The Baby (1921)
- Roaring Lions on Parade
- Snooky's Twin Troubles
- Snooky's Labor Lost
- Birthday Guests and Jungle Pests
- Snooky's Home Run